# Parkinsonia
Parkinsonia (паркінсонія) — рід квіткових рослин родини Fabaceae. Він містить близько 12 видів, які поширені в напівпустельних регіонах Африки та Америки; рослини інтродуковано до Австралії, південь Азії, південь Європи. Назва роду на честь англійського аптекаря і ботаніка Джона Паркінсона (1567—1650).
Це великі кущі або невеликі дерева до 5–12 м заввишки, листопадні в сухий сезон, з рідкісними, розкритими, колючими кронами та зеленою корою. Листки перисті, зазвичай двічі, з численними дрібними листочками; вони народжуються лише протягом відносно короткого часу після дощу, причому більша частина фотосинтезу здійснюється зеленими гілками та гілочками. Квітки симетричні або майже такі, з п'ятьма жовтими чи білими пелюстками. Плід — стручок, що містить кілька насінин.

## Види
1. Parkinsonia aculeata L.
2. Parkinsonia africana Sond.
3. Parkinsonia anacantha Brenan
4. Parkinsonia andicola (Griseb.) Varjão & Mansano
5. Parkinsonia florida (Benth. ex A.Gray) S.Watson
6. Parkinsonia glauca (Cav.) Varjão & Mansano
7. Parkinsonia microphylla Torr.
8. Parkinsonia peruviana C.E.Hughes, Daza & Hawkins
9. Parkinsonia praecox (Ruiz & Pav.) Hawkins
10. Parkinsonia raimondoi Brenan
11. Parkinsonia scioana (Chiov.) Brenan
12. Parkinsonia texana (A.Gray) S.Watson